# Barbara Pořízková
Barbara Pořízková (* 1968) je česká právnička, soudkyně Nejvyššího správního soudu ČR a od října 2018 jeho místopředsedkyně.

## Život
Vystudovala Právnickou fakultu Univerzity Jana Evangelisty Purkyně v Brně (dnešní Masarykova univerzita), kde získala titul doktorky práv.
V letech 1993 až 2001 pracovala jako právnička na oddělení nepřímých daní Finančního ředitelství v Brně. Situace jí umožnila velmi dobrou profilaci v daňovém právu, protože toho času byla jediným právníkem ve finanční správě. Od roku 2001 se v mezinárodní poradenské společnosti PricewaterhouseCoopers specializovala na daňové spory.
V roce 2006 byla jmenována soudkyní a přidělena k Nejvyššímu správnímu soudu . Na začátku roku 2018 obdržela titul Právník roku za rok 2017 v oboru finanční právo. Je autorkou odborných publikací se zaměřením na daňovou problematiku.
V září 2018 se stala kandidátkou na post místopředsedkyně Nejvyššího správního soudu , prezident Miloš Zeman ji jmenoval 9. října 2018. Funkce místopředsedkyně pro ni byla nová a náročná. Za důležitý krok považuje výběr nových soudců a složení soudních senátů tak, aby soudci v nich dokázali společně pracovat a vycházet. Zrušení kolegií na Nejvyšším správním soudu považuje za dobrý krok, sama říká, že není možné, aby šest soudců rozhodovalo například o výkladu DPH v České republice.